# Cseszneki Jakab

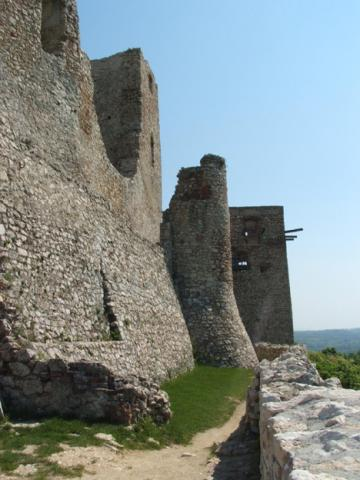
Csesznek, várrészlet

Cseszneki Jakab 13. századi magyar főúr, bakonyi erdőispán, trencséni ispán, s mint királyi kardhordozó az országos bárók egyike.

## Élete
A Bána nemzetségből származó Mihály királyi főlovászmester és bolondóci várnagy fia és Cseszneki Pál kardhordozó bátyja volt. IV. Béla alatt trencséni főispán volt, majd a tatárjárást követően, 1263 körül felépíttette a gótikus cseszneki lovagvárat, melyről ő és utódai Csesznekieknek nevezték magukat. Érdemeiért IV. Béla királyi kardhodozóvá (ensifer regis) és az országos bárók sorába emelte. Egy ránk maradt oklevél szerint IV. Béla 1263-ban Jakab kérésére a veszprémi várhoz tartozó Tótréde nevű földet Bánk veszprémi várjobbágynak, Jakab tisztviselőjének adományozta. IV. Béla 1268-ban neki adományozta Komáromfüss, Csicsó, Kulcsod és Erecs községeket.[forrás?] 1288-ban királyi főudvarmester (magister curiae regiae) volt. Felesége Csák nembéli Trencséni Márk leánya volt. Fiai, Miklós, Lőrinc, Szomor, Pál és Mihály IV. László, majd Károly Róbert rendíthetetlen hívei voltak.